# Казахтелефильм
«Казахтелефильм» — киностудия системы Гостелерадио Казахстана, выпускающая хронико-документальные, а также художественно-игровые, научно-популярные, мультипликационные фильмы и музыкальные киноконцерты. Основана в 1969 году (с 1994 — телерадиокорпорация «Казахстан»). В составе студии работали 2 творческих объединения: «Хроника» и «Шыгармашы». Фильмы снимали режиссеры Б. Габитов-Жансугуров, О. Дуимбаев, Б. Теткин, Т. Ибраев, К. Ахметов. Главным оператором был Е. Тынышбаев. С 1968 по 1992 год киностудия выпустила на экраны более двух тысяч фильмов. В 1993 году прекратила свое существование.